# Rudolf czerwononosy renifer i wyspa zaginionych zabawek
Rudolf czerwononosy renifer i wyspa zaginionych zabawek (ang. Rudolph the Red-Nosed Reindeer and the Island of Misfit Toys) – amerykański film animowany z 2001 roku w reżyserii Williama R. Kowalchuka. Bezpośrednia kontynuacja Rudolph, the Red-Nosed Reindeer produkcji Rankin/Bass.

## Fabuła
Reporter Świątecznej kroniki Bałwan Śniegowski opowiada o tym jak renifer Rudolf z przyjaciółmi powstrzymał tajemniczego Porywacza Zabawek okradającego dzieci ze świątecznych podarunków.
Zbliżają się Święta Bożego Narodzenia. Rudolfa męczy ciągła sława i nadal czuje się odmieńcem przez swój nos. Dentysta Hermey otrzymuje powiadomienia od latawca, emisariusza Wyspy Osobliwych Zabawek o wyleczenie zębów króla. Hermey i Rudolf ruszają na wyspę, gdzie poznają nowe osobliwe zabawki. W międzyczasie Porywacz Zabawek wykrada z magazynów świętego Mikołaja wszystkie prezenty, przeznaczone dla dzieci. W drodze powrotnej Rudolfa i Hermey’ego zaskakuje sztorm, który wyrzuca ich na Zatokę Rozbitków. 
Rozbitkowie znajdują schronienie w pałacu królowej Kamili, która bierze ich za złodziei zabawek. Jednak rozpoznaje Rudolfa i wyjaśnia, że jej pałac służy jako klinika leczenia zabawek. Rudolf sugeruje, żeby naprawione zabawki znalazły miejsce u Świętego Mikołaja. Klarysa w zamian godzi się spełnić życzenie rozbitków. Rudolf chciałby mieć zoperowany nos, jednak wszyscy mu sugerują przemyślenie swej decyzji.
Podczas nauki latania z Klarysą Rudolf wyznaje jej miłość. W wyniku kradzieży zabawek i trzech dni przed świętami Mikołaj jest zmuszony odwołać rozdawanie prezentów. Rudolf proponuje schwytać Porywacza Zabawek. Wraz ze swoim przyjaciółmi wyrusza w kierunku Wyspy Osobliwych Zabawek i Zatoki Rozbitków, gdzie jeszcze Porywacz Zabawek się nie ujawnił. Ukrywają się jako zabawki, jednak zostają zdemaskowani. Udają się w pościg za Porywaczem Zabawek, którego chwytają w kopalni złóż miętusów.
Porywacz Zabawek to pluszowy miś Pan Utulak, który porywał zabawki w obawie że tak jak on zostaną odrzucone przez dzieci. Mikołaj rozumie jego obawy i mówi mu, że jego dawny właściciel – Steven go szukał. Kamila naprawia Utulka, który jednoczy się z dorosłym już Stevenem, Hermey spełnia marzenie o spotkaniu Stomatologicznej Wróżki, a Rudolf akceptuje wreszcie swój nos zdając sprawę z jego użyteczności. 

## Obsada głosowa
- Kathleen Barr –
  - Rudolf,
  - Pani Mikołajowa,
  - Dolly,
  - świnka-skarbonka,
  - Stomatologiczna Wróżka,
  - koń na biegunach
- Scott McNeil –
  - elf Hermey,
  - Yukon Korneliusz,
  - trener Kometa
- Rick Moranis – Porywacz Zabawek / Pan Utulak (dialogi)
- Don Brown – Porywacz Zabawek / Pan Utulak (śpiew)
- Richard Dreyfuss – Bałwan Śniegowski (dialogi)
- Bruce Roberts –
  - Bałwan Śniegowski (śpiew),
  - Latawiec (dialogi)
- Elizabeth Carol Savenkoff – Klarysa (dialogi)
- Shawn Southwick –
  - Klarysa (śpiew),
  - Królowa Kamila (śpiew)
- Jamie Lee Curtis – Królowa Kamila (dialogi)
- Garry Chalk –
  - Święty Mikołaj,
  - Bumble
- Colin Murdock –
  - Król Wyspy Osobliwych Zabawek,
  - renifer
- Alec Willows –
  - Latawiec,
  - gwary
- Peter Kelamis – Główny Elf
- Brent Miller – Hank
- Lee Tockar –
  - Pajacyk z pudełka Charlie,
  - Mysz,
  - Piernikowi żołnierze
- Terry Klassen – 
  - Głuchy telefon,
  - bączek

## Wersja polska
Opracowanie: Master Film

Reżyseria: Małgorzata Boratyńska

Dialogi: Elżbieta Kowalska

Teksty piosenek: Andrzej Brzeski

Dźwięk: Urszula Ziarkiewicz

Montaż: Agnieszka Kołodziejczyk

Opracowanie muzyczne: Eugeniusz Majchrzak

Wykonanie piosenek: Zbigniew Wodecki, Wojciech Dmochowski, Anna Apostolakis, Małgorzata Olszewska, Monika Wierzbicka, Piotr Gogol, Adam Krylik i Krzysztof Pietrzak

Kierownictwo produkcji: Romuald Cieślak

Występują:
- Mariusz Krzemiński – Rudolf
- Tadeusz Ross – elf Hermey
- Wiesław Michnikowski – Złodziej Zabawek
- Adam Ferency – Bałwan Śniegowski
- Agnieszka Kunikowska – Klarysa
- Andrzej Blumenfeld – Yukon Korneliusz
- Stanisława Celińska – Królowa Kamila
- Jan Prochyra – Święty Mikołaj
- Jolanta Wołłejko – Pani Mikołajowa
- Janusz Nowicki – Bumble
- Robert Rozmus – Latawiec
- Mieczysław Morański – Główny Elf
- Wojciech Paszkowski – król Wyspy Osobliwych Zabawek
- Katarzyna Tatarak –
  - Stomatologiczna Wróżka,
  - Dolly,
  - bączek,
  - gwary
- Mirosława Nyckowska –
  - Świnka skarbonka,
  - nakręcana kaczka
- Jarosław Domin –
  - trener Kometa,
  - Bumerang, który nigdy nie wraca,
  - koń na biegunach,
  - piernikowi żołnierze,
  - gwary
- Janusz Wituch –
  - Pajacyk z pudełka Charlie,
  - Głuchy Telefon,
  - jeden z elfów
- Andrzej Chudy – kapitan piernikowej straży
- Małgorzata Boratyńska – reniferka

Lektor: Maciej Gudowski